# Barh el Gazel
Pour les articles homonymes, voir Bahr, Bahr el-Ghazal, Gazel et Ghazal.
Le Bahr el Gazel (en arabe : بحر الغزال) est une des vingt-trois régions administratives du Tchad. Son chef-lieu est Moussoro.

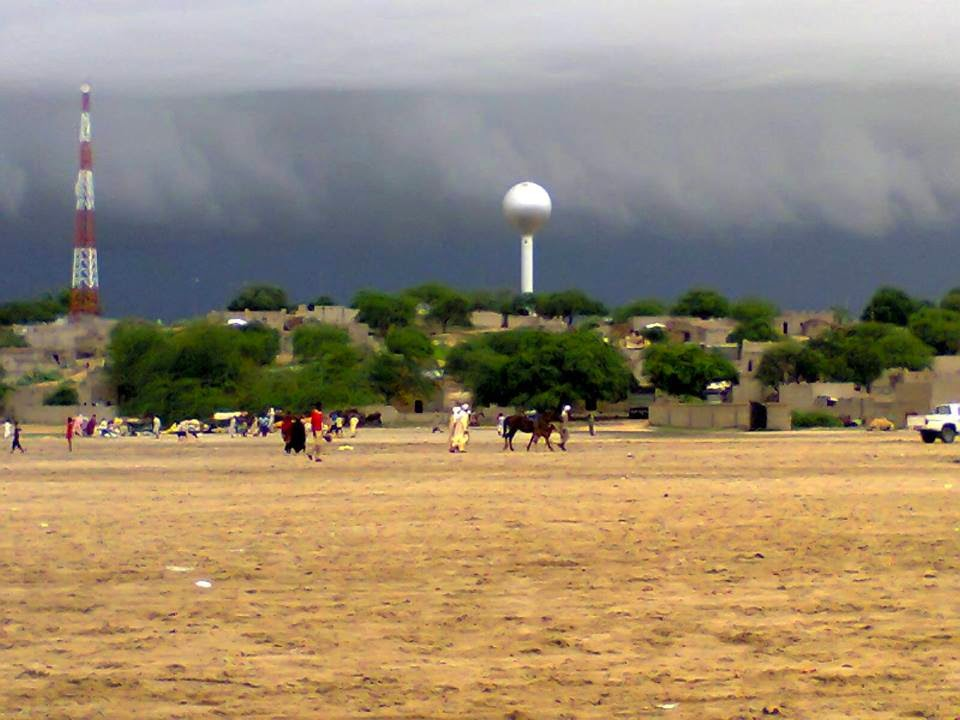
Moussoro, la capitale du Bahr el Gazel

## Toponymie et graphie
La province tire son nom du Bahr el Ghazal, ancien fleuve, qui se dirigeait du lac Tchad vers la dépression du Bodélé, dans le sens Sud-Ouest / Nord-Est.
Plusieurs graphies coexistent. La forme Barh el Gazel est celle qui est utilisée pour nommer les unités administratives, la province et les départements qui la composent.

## Géographie
La province est située au centre-ouest du pays.
|       | Borkou        |       |
| Kanem | Barh el Gazel | Batha |
|       | Hadjer-Lamis  |       |

## Histoire
La province du Barh el Gazel a été créée par l'ordonnance n° 038/PR/2018 portant création des unités administratives et des collectivités autonomes du 10 août 2018.
Elle succède à la région de même nom et de même périmètre qui avait été créée le 19 février 2008 par division de la région du Kanem.
Entre 2002 et février 2008, le Barh El Gazel a été l'un des 2 départements composant alors la région du Kanem.

## Subdivisions
La région du Barh El Gazel est divisée en 5 départements :
| Province      | Chef-lieu | Département         | Chef-lieu | Sous-préfectures / Communes                                  |
| ------------- | --------- | ------------------- | --------- | ------------------------------------------------------------ |
| Barh El Gazel | Moussoro  | Barh el Gazel Nord  | Salal     | Salal, Dourgoulanga, Mandjoura, Tourdjigna, Toumia, et Islet |
| Barh El Gazel | Moussoro  | Barh el Gazel Sud   | Moussoro  | Moussoro, Fizigui, Gaba et Meleat                            |
| Barh El Gazel | Moussoro  | Barh el Gazel Ouest | Chadra    | Chadra, Mouzaragui et Billigoni                              |
| Barh El Gazel | Moussoro  | Barh el Gazel Est   | Amsilep   | Amsilep, Dolock, Eberia, Grentessi et Kandara                |
| Barh El Gazel | Moussoro  | Kleta               | Michemire | Michemire et Sofa                                            |

## Administration

### Représentation déconcentrée de l'État
L'État est représenté par un Gouverneur qui est un fonctionnaire. Il est secondé par un Secrétaire général.
Liste des administrateurs :
Préfets du Barh el Gazel  (2002-2008)
Gouverneurs du Barh el Gazel  (à partir de 2008)
- ? : Mahamat Zelba[5] (à partir de février 2008)
- 13 décembre 2015 : Général de Division Ramadan Erdebou[6]
- 23 avril 2018 : Ahmat Hisseine Mougouni[7]

### Collectivité autonome
Les collectivités locales décentralisées ont été créées par l'ordonnance du 8 septembre 2003. Elles n'ont pas encore été mises en place. L'ordonnance n° 038/PR/2018 portant création des unités administratives et des collectivités autonomes du 10 août 2018 en réactualise le nom et le nombre.

### Personnalités liées à Barh el Gazel
- Ali Kolotou Tchaïmi
- Gassim Cherif Mahamat